# Chủ nghĩa thần bí

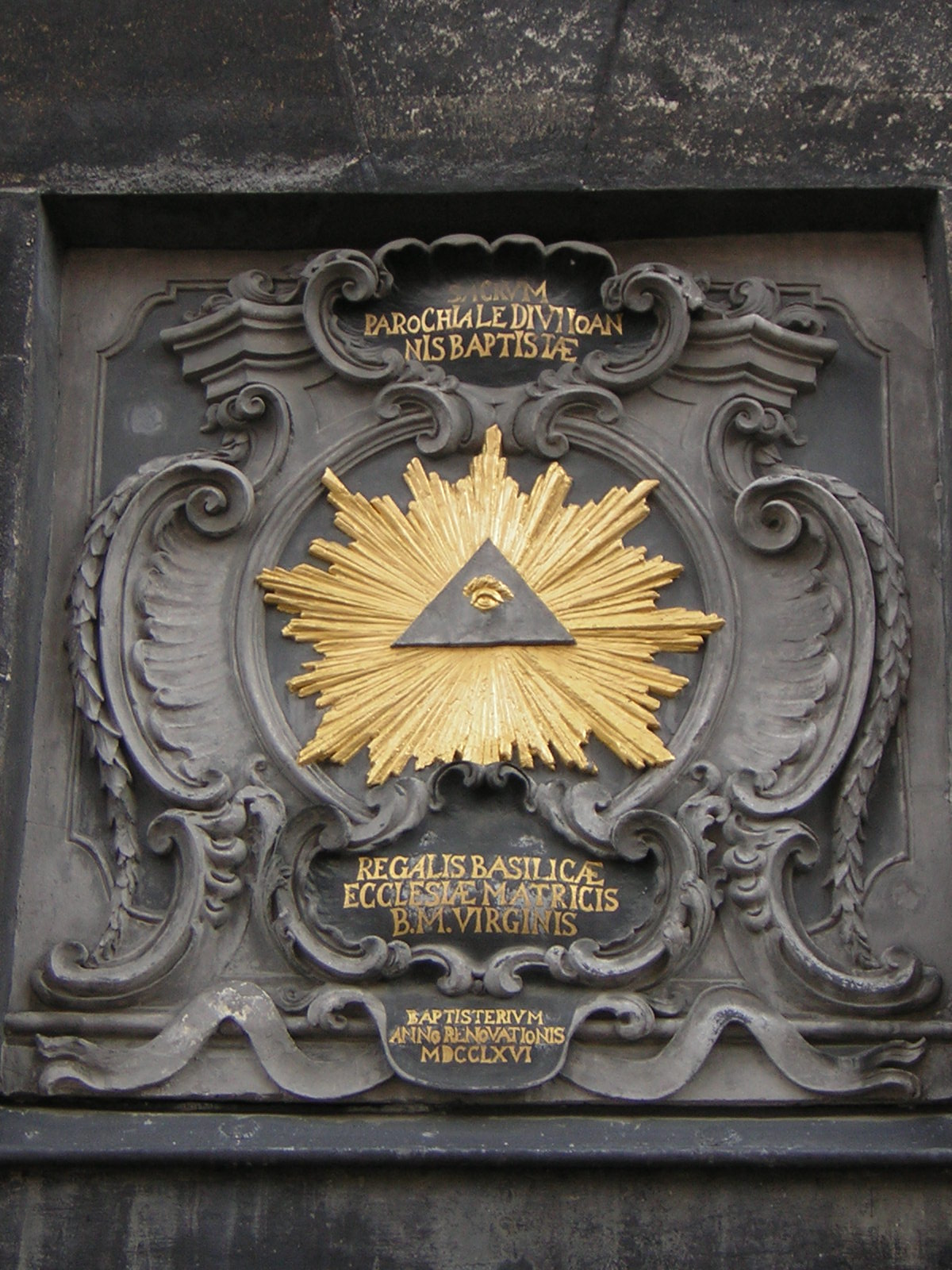
Con mắt của Thượng đế có thể soi xét khắp tất cả - Biểu tượng trên nhà thờ chính tòa Aachen.

Chủ nghĩa thần bí, thần bí luận, chủ nghĩa huyền bí hay huyền bí học, huyền học (tiếng Hy Lạp: μυστικός, mystikos),  là căn nguyên của một tôn giáo bí ẩn, là một sự theo đuổi được hiệp thông, được đồng nhất, hoặc được giác ngộ với chân lý sau cùng, với thần thánh, với chân tâm, hay với Thiên Chúa thông qua những kinh nghiệm được hướng dẫn, bản năng, trực giác hay trí huệ. Huyền học thường tập trung vào một hay nhiều sự rèn luyện nhằm tích lũy những kinh nghiệm hay những nhận thức. Huyền học có thể là nhị nguyên, tức vẫn có một sự phân biệt giữa mình với thần thánh, hoặc có thể là phi nhị nguyên. Huyền bí học cũng có thể là một tồng hợp của biệt lệ, thuyết, văn bản, tổ chức, truyền thống và kinh nghiệm nhằm biến cải con người, khác nhau như định nghĩa trong nhiều truyền thống khác nhau, có thể liên quan đến những niềm tin, tín ngưỡng.
Những truyền thống tôn giáo khác nhau mô tả những trải nghiệm huyền bí này theo nhiều cách khác nhau:
- Tự phủ nhận mình được biết tới như là sự từ bỏ bản ngã và tập trung hấp thụ ánh sáng vĩnh cửu của Thượng đế (Ein Sof Ohr) (Trường phái Hà Tây Đức Giáo của Do Thái giáo)
- Hoàn toàn vô định với thế giới (Kaivalya trong vài trường phái Ấn Độ Giáo, kể cả Sakhya và Yoga, Jhana trong Phật giáo)
- Nghi lễ được tổ chức hàng năm để tỏ lòng sùng bái đến Demeter và Persephone tại Eleusis, Hy Lạp cổ đại
- Thoát khỏi vòng luân hồi (Moksha trong Kì-na giáo, Tích-khắc giáo và Ấn Độ giáo, Niết Bàn trong Phật giáo).
- Bản thể sâu thẳm kết nối với tính chân thật sau cùng (Satori trong Phật giáo Đại thừa, Đức trong Lão giáo)
- Liên kết với Thần linh (Henosis trong Thuyết Tân Platon và hợp nhất với đại ngã (Brahma-Prapti) hoặc Phạm-Niết bàn (Brahma-Nirvana) trong Ấn Độ Giáo, fana trong Sufi giáo, buông xả trong Tích-Khắc Giáo)
- Thánh hóa, hợp nhất với thần linh hay thiên tính (Công giáo La Mã và Chính Thống giáo).
- Sơ tánh (Sahaja và Svabhava trong Hindu giáo; Irfan và Sufism trong Hồi giáo).
- Trải nghiệm bản chất hạnh phúc thực sự (Đại định Svarupa-Avirbhava trong Ấn Độ Giáo và Phật giáo).
- Khám phá ánh sáng của thượng đế trong mỗi người (Hindu giáo, phái giáo hữu, Tích khắc giáo).
- Tình yêu Thiên Chúa, như trong Hindu giáo, Bahá'í, Kitô giáo, Hồi giáo, Tích-khắc giáo và rất nhiều các truyền thống tâm linh khác.
- Thiền - Đại thủ ấn và đại cứu cánh, quá trình hợp nhất với nguyên lý bất nhị trong Phật giáo Tây Tạng.
- Bí pháp - thực hiện các pháp thuật huyền bí và tịnh luyện nhằm đoạt được cái gọi là Pháp để đắc đạo tạo thế thoát khỏi luân hồi trở về với Thượng đế trong đạo Cao Đài.

Sự giác ngộ hoặc sự khai sáng là hai từ chung cho hiện tượng này, xuất phát từ tiếng Latin illuminatio (được áp dụng trong những bài kinh Kitô giáo trong thế kỷ 15) và được sử dụng trong những bản dịch tiếng Anh của kinh Phật nhưng được sử dụng rộng rãi để miêu tả trạng thái thần bí đạt được, bất kể đức tin. Entheogens đã được sử dụng truyền thống bởi nhiều người từ nhiều tôn giáo khác nhau tại nhiều nơi trên thế giới để trợ giúp tín đồ huyền học.
Huyền học tạo ra những nhánh phụ trong những tôn giáo lớn hơn – Như Kabbalah trong Do Thái giáo, Sufi giáo trong Hồi giáo, Vedanta và Kashmir Shaivism trong Ấn Độ giáo, Chủ nghĩa thần bí Kitô giáo trong Kitô giáo và thuyết Ngộ giáo - Nhưng thường bị xem xét cách hoài nghi và đôi khi được tổ chức riêng rẽ, bởi những nhóm chính thống trong những tôn giáo nhất định, do nhấn mạnh sự huyền bí của những trải nghiệm trực tiếp và cuộc sống với việc thực hành giáo pháp. Huyền học đôi khi được những người hoài nghi và những tín đồ chính thống áp dụng nhưng chỉ trong phạm vi của sự hoang mang, mặc dù họ phải thừa nhận rằng huyền học rõ ràng là một thứ bậc hoặc đẳng cấp khác. Trong thực tế, một tiền đề cơ bản của gần như tất cả những con đường huyền bí, không phân biệt tôn giáo là những trải nghiệm về ý thức thần linh, sự giác ngộ và hợp nhất với thần linh thông qua những con đường huyền bí, luôn rộng mở cho những ai sẵn sàng thực hiện theo một hệ thống những phương pháp huyền bí.
Một vài truyền thống huyền bí có thể bác bỏ tính hợp lý của những truyền thống khác. Tuy nhiên, những truyền thống huyền bí thường có xu hướng chấp nhận những truyền thống huyền bí hơn so với truyền thống của họ. Điều này được dựa trên tiền đề rằng những trải nghiệm thần thánh có thể đưa những truyền thống huyền bí khác trở thành truyền thống của mình khi cần thiết. Một số, tuy không phải tất cả, truyền thống huyền bí còn chấp nhận ý tưởng rằng truyền thống của họ có thể không phải là phiên bản thực tế nhất của thực hành thần bí.

## Tổng quan

### Trong văn học
Underhill (1875-1941) đã xuất bản cuốn chuyên đề của bà năm 1911 nhấn mạnh trọng tâm của huyền học là thói quen và từ những trải nghiệm của thói quen hay 'luyện tập' hơn là lý thuyết suông. Otto (1869-1937) trong những bài giảng Haskell của ông tại trường Cao đẳng Orbelin năm 1924 đã trình bày quan điểm của ông về sự cộng hưởng và phân kỳ của các hình thức huyền học qua những cách gọi tên ở phương Đông hay phương Tây qua nghiên cứu các trường hợp cụ thể được giới thiệu bởi Adi Shankara (Công nguyên năm 788 – 820) đại diện cho phương Đông, và Eckhart (1260-1328) đại diện cho phương Tây. Bài giảng được mở rộng bởi Otto và ngay sau đó xuất bản luận án thạc sĩ ở Đức, được chuyển ngữ sang tiếng Anh bởi Bracy & Payne.

### Chi tiết
Huyền học là đức tin và thực nghiệm đi xa hơn những hình thức thờ phụng và cầu nguyện của đức tin chính thống, thường bằng cách tìm ra ý nghĩa ẩn sâu hoặc bí truyền của các học thuyết tôn giáo thông thường, và bằng cách tham gia vào những hành vi tâm linh như hành thở, cầu nguyện, suy ngẫm và thiền định, cùng với tụng kinh và các hoạt động khác được thiết kế để nâng cao nhận thức về tinh thần. Ví dụ, Kabbalah (trong Do Thái giáo) tìm cách giải thích sâu hơn về kinh Torah và những công trình huyền bí khác, và có thể tiến hành dựa trên các hành vi tâm linh như thiền, pháp thuật hoặc giả kim thuật, cũng như ca hát, nhảy múa, cầu nguyện và nghiên cứu những văn bản cổ về luật và truyền thống Do Thái, cũng như được thực hiện trong nhiều truyền thống huyền bí khác. Sufi giáo (trong Hồi giáo) mở rộng và khuếch đại những lời dạy của kinh Qur'an dựa trên tinh thần tình yêu phổ quát, nổi tiếng nhất nhờ những nhạc sĩ sùng đạo nhảy điệu Zhikrs và hát Qawwalis. Vedanta tìm hiểu những giáo lý sâu xa của triết học Ấn Độ được gói gọn trong cuốn kinh Vệ đà, và rất nhiều môn sinh của cả hai trường phái Đát-đặc-la Shaivite và Shakta của Hindu giáo đều theo Vaisnaivas hướng chính tông sử dụng những biểu tượng và thần thoại của những nam thần và nữ thần của họ trang trí trong nhà để đạt được cảnh giới nhận thức cao nhất, thông qua những thực hành thần bí đã được ấn định và chứng minh cho những mục đích của họ. Huyền học cho rằng có sự tồn tại của một trạng thái cơ bản ẩn sâu dưới những hiện tượng thấy được xảy ra hằng ngày trên thế giới này, và trong thực tế thì thế giới bình thường là thấy được hoặc là siêu hiện tượng. Thường thì những người theo huyền học tập trung vào những lời giáo huấn của các cá nhân có sự thông suốt đặc biệt, và trong vài trường hợp thì hầu hết những người tin tưởng vào thuyết phi huyền học (chỉ hoàn toàn dựa trên những giáo lý căn bản) thường chỉ theo những vị giáo chủ hoặc sư phụ của họ mà không có ai hoặc rất ít người thực hiện những phương pháp huyền học.
Những đức tin khác nhau có những quan hệ khác nhau với các tư tưởng huyền bí. Ấn Độ giáo có nhiều giáo phái thần bí, một phần do sự phụ thuộc mang tính chất lịch sử vào các Guru (những bậc thầy của trí huệ). Huyền học của Phật giáo phần lớn là monastic, khi mà phần lớn Phật tử cho rằng jhana (thiền) là một phương pháp vượt trội được sử dụng chỉ sau khi đã trải qua nhiều kiếp sống. Huyền học trong những tôn giáo gốc Abraham (Hồi giáo, Kitô giáo) thường bị cách ly, từ việc những người Hồi giáo chính thống đã khoan dung cho Sufi giáo cho tới những lo ngại về việc thờ cúng phổ biến trong những Kitô hữu phương Tây, hay những tín đồ Kabbalah của Do thái giáo là những ngoại lệ đáng chú ý. Huyền học thấu hiểu đại thể một số hình thức mang tính nội tại, khi mối quan tâm của họ là trực tiếp chứng ngộ và loại bỏ những quan ngại về kiếp sau, và điều này thường mâu thuẫn với những giáo lý mang tính truyền thống tôn giáo. Huyền học được giảng dạy và truyền tải trực tiếp từ đạo sư tới tín đồ, dù mối quan hệ giữa đạo sư và tín đồ rất khác nhau: một số nhóm yêu cầu tuân theo nghiêm ngặt chỉ dẫn của đạo sư, những nhóm khác thận trọng giảng dạy cho tới khi tín đồ thực sự đã sẵn sàng, trong một vài nhóm thì đạo sư chỉ thuần túy trợ giúp cho những tín đồ đang trong quá trình chứng ngộ.
Huyền học có thể sử dụng những văn bản tôn giáo kinh điển hoặc không kinh điển, và thường sẽ giảng giáo chúng như chú giải những văn bản cổ, phát triển một quan điểm triết học khác với cách hiểu truyền thống của tôn giáo. Nhiều hình thức huyền học hiện đại sẽ thích nghi hoặc chấp nhận những văn bản từ những tôn giáo hoàn toàn khác biệt—Vivekananda thuộc Vedanta, được chú ý bởi những khẳng định của ông cho rằng tất cả những tôn giáo đều là một.